# Commelina kilanga
Commelina kilanga är en himmelsblomsväxtart som beskrevs av De Wild. Commelina kilanga ingår i släktet himmelsblommor, och familjen himmelsblomsväxter. Inga underarter finns listade.